# Tora Sudiro
Tora Sudiro, właśc. Taura Danang Sudiro (ur. 10 maja 1973 w Dżakarcie) – indonezyjski aktor i komik.
Debiutował w filmie Tragedi. Za grę aktorską w filmie Arisan! z 2003 r. otrzymał nagrodę Citra (Festival Film Indonesia) w kategorii najlepszy aktor pierwszoplanowy.